# Hordynowo
Hordynowo (biał. Гардынава; ros. Гордыново) – wieś na Białorusi, w obwodzie mińskim, w rejonie wołożyńskim, w sielsowiecie Wołożyn.
W dwudziestoleciu międzywojennym leżało w Polsce, w województwie nowogródzkim, w powiecie wołożyńskim.